# San Vicente de Cañete
San Vicente de Cañete ist die Hauptstadt der peruanischen Provinz Cañete. Die Stadt hatte beim Zensus 2017 31.219 Einwohner. 10 Jahre zuvor lag die Einwohnerzahl bei 26.730.
Die 5 km von der Pazifikküste entfernte Stadt liegt 5 km nördlich der Mündung des Río Cañete ins Meer. San Vicente de Cañete liegt etwa 140 km südlich von Lima. Durch Verbindungsstraßen (Autobahnausfahrten) ist San Vicente de Cañete an die Panamericana angebunden, die hier als Autobahn-ähnliche Straße von Lima bis Chincha Alta an San Vicente de Cañete vorbeiführt. Die Stadt ist Verwaltungssitz des gleichnamigen Distrikts. Seit 1962 ist San Vicente de Cañete zudem der Sitz der Territorialprälatur Yauyos, die deshalb oft Prelatura de Yauyos-Cañete genannt wird.
Mit San Vicente de Cañete mittlerweile verwachsen, jedoch administrativ selbständig, ist die nördlich angrenzende Kleinstadt San Luis de Cañete. Der Distrikt San Luis hat 13.436 Einwohner (Volkszählung 2017).

## Geschichte
Das erste im Bereich der heutigen Stadt San Vicente ansässige Volk, das namentlich bekannt ist, waren die Huarco. Die Huarco wurden von den Inka besiegt und in ihr Reich eingegliedert.
Nach der Eroberung des Inka-Reiches durch spanische Konquistadoren gründete der Vizekönig von Peru, Andrés Hurtado de Mendoza, im Auftrag des spanischen Königs 1556 den Ort San Vicente neu, der den Beinamen de Cañete erhielt, da Hurtado de Mendoza Markgraf (marqués) von Cañete bei Cuenca in Spanien war.
Heute wird das Land unter anderem von den Nachfahren der einstigen Sklaven besiedelt, die dort in den Baumwollplantagen Zwangsarbeit leisteten. In diesem Ort lebten einst die Sklaven und heute viele ihrer Nachkommen. Die Sklaven wurden im 17. und 18. Jahrhundert zur Arbeit in den Baumwoll-, Zuckerrohr- und Weintraubenplantagen aus Guinea, dem Kongo und Angola verschleppt und an der peruanischen Küste angesiedelt.

## Wirtschaft
San Vicente de Cañete ist das Zentrum eines großen Baumwollanbaugebietes.

## Verkehr
Seit 1870 verband die Cerro Azul-Bahn den Hafen von Cerro Azul am Pazifik mit San Vicente de Cañete. Sie blieb bis in die 1940er Jahre in Betrieb.

## Wallfahrtsort
San Vicente de Cañete ein römisch-katholischer Wallfahrtsort. 1991 wurde die Wallfahrtskirche Unserer Liebe Frau Mutter der Schönen Liebe (Santuario Nuestra Señora Madre del Amor Hermoso) erstellt. Das Gnadenbild schenkte 1965 Josemaría Escrivá, Gründer des Opus Dei.

## Erdbeben im November 2013
Am 25. November 2013 erschütterte ein Erdbeben der Stärke 5,8 die Stadt, welches in zwei Erschütterungswellen stattgefunden hatte.

## Persönlichkeiten
- Arturo Fernández (1906–1999), Fußballspieler und -trainer
- Adelfo Magallanes (1910–1988), Fußballspieler und -trainer
- José Fernández Santini (* 1939), Fußballspieler